# Liste der Monuments historiques in Levécourt
Die Liste der Monuments historiques in Levécourt führt die Monuments historiques in der französischen Gemeinde Levécourt auf.

## Liste der Objekte
| Bezeichnung                                       | Beschreibung | Standort                              | Kennzeichnung | Schutzstatus | Datum | Bild |
| ------------------------------------------------- | --- | ------------------------------------- | ------------- | ------------ | ----- | ---- |
| Relief Enthauptung des Täufers                    | Holz, farbig gefasst, um 1600                                                                                   | in der Kirche St-Jean-Baptiste (Lage) | PM52001462    | Classé       | 2006  |      |
| Hauptaltar                                        | Altartisch, Altaraufbau, Tabernakel, zwei Skulpturen und Wandvertäfelung; Holz, farbig gefasst, 18. Jahrhundert | in der Kirche St-Jean-Baptiste (Lage) | PM52001211    | Classé       | 1975  |      |
| Nischenretabel und Relief Enthauptung des Täufers | Stein, 15. Jahrhundert                                                                                          | in der Kirche St-Jean-Baptiste (Lage) | PM52001212    | Classé       | 1978  |      |